# Kloster Weißenburg (Elsass)

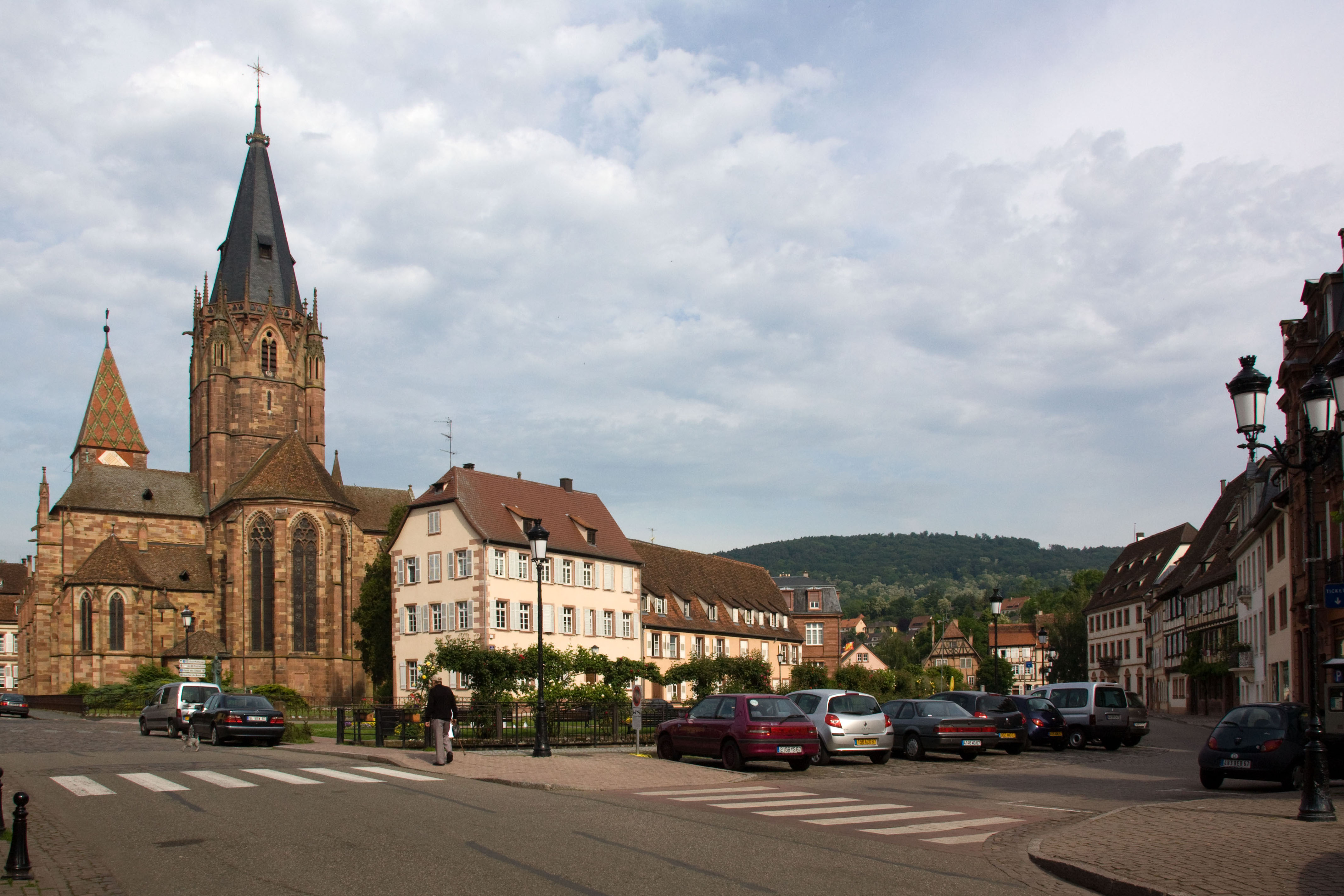
Ehemaliges Benediktinerkloster bzw. Kollegiatsstift Weißenburg

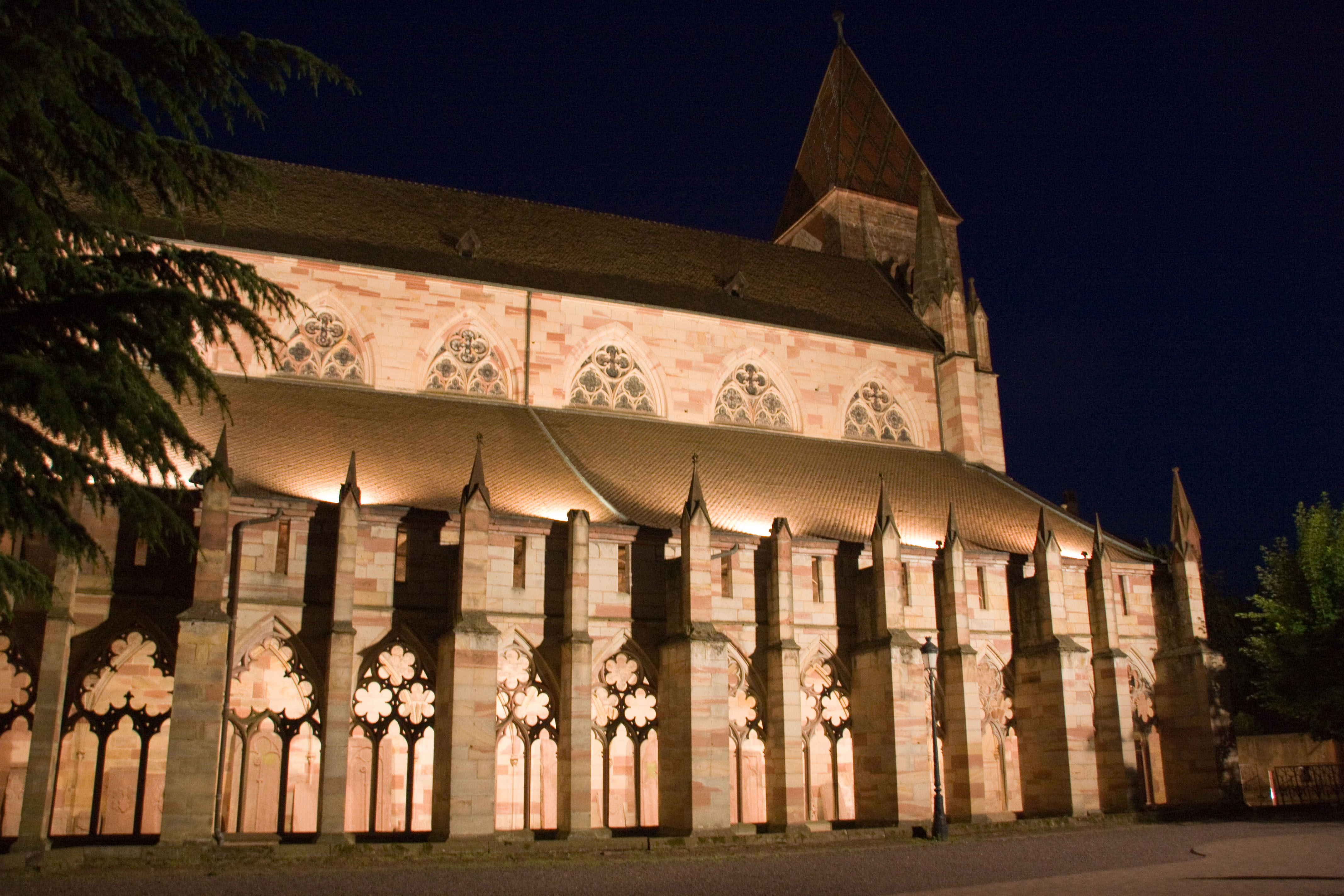
Kreuzgang des Klosters

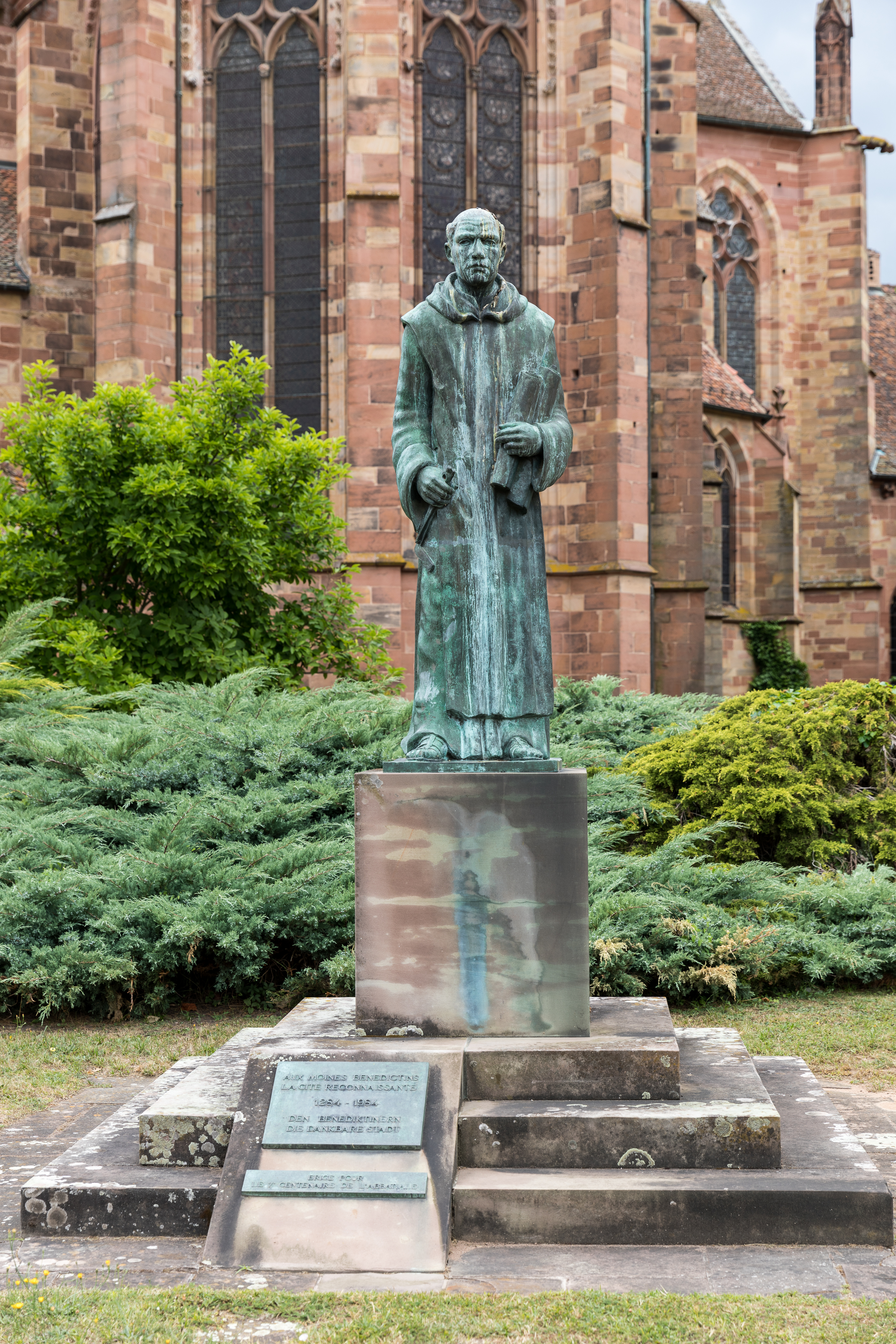
Benediktinerdenkmal vor der ehemaligen Klosterkirche

Kloster Weißenburg (lat. Monasterium Weissenburgense; Praepositura Weissenburgensis; Patrone: St. Petrus und Paulus) war eine im 7. Jahrhundert gegründete Benediktinerabtei und von 1524 bis zur Französischen Revolution ein Kollegiatstift mit Sitz in Weißenburg (franz. Wissembourg) im Elsass. Das Kloster und sein Herrschaftsgebiet waren zugleich ein Territorium des Heiligen Römischen Reiches.

## Kloster

### Frühmittelalter
Die Frühgeschichte des Klosters ist sehr spärlich belegt. Die Datierung der Gründung und die Person des Gründers werden kontrovers diskutiert.
Bischof Dragobodo von Speyer (um 661–670) ist der am frühesten fassbare Abt des Klosters, das er in Personalunion mit seinem Bischofsamt führte. Er kommt als Gründer der Abtei in Frage. Eine auf den Merowingerkönig Dagobert I. († 639) zurückgeführte legendäre Gründung 623 beruht auf einer Urkundenfälschung des 11. Jahrhunderts. So wird ganz vorsichtig eine Gründung des Klosters in dem Jahrzehnt zwischen 650 und 661 angenommen. Die Gründung des Klosters (vielleicht am 24. Februar 661 oder wenige Jahre früher) fand laut Staab in Anwesenheit Drogobods und der Bischöfe der Nachbardiözesen Straßburg, Worms und Mainz statt und kam mit Hilfe einer Stiftung des elsässischen Herzogs Bonifatius zu Stande. Kloster Weißenburg entwickelte sich schnell zum Zentrum der ländlichen Kirchenorganisation des Bistums Speyer. In seiner frühen Zeit war Weißenburg ein Eigenkloster des Bischofs von Speyer.
Durch Stiftungen des Adels, besonders der elsässischen Herzöge, und lokaler Grundbesitzer gewann das Kloster Besitz und Ländereien im Elsass, in der Pfalz, an der Saar und im rechtsrheinischen Ufgau. So wurden Herren- und Knechtshöfe eingerichtet und systematisch Ackerboden erschlossen.
Weißenburg entwickelte sich zu einem der reichsten und auch kulturell bedeutendsten Klöster des Fränkischen und des Karolingerreichs. Bereits 682 konnte es für die hohe Summe von 500 Solidi Salinenanteile in Vic-sur-Seille kaufen, 760 erhielt es unter anderem den Mundatwald.

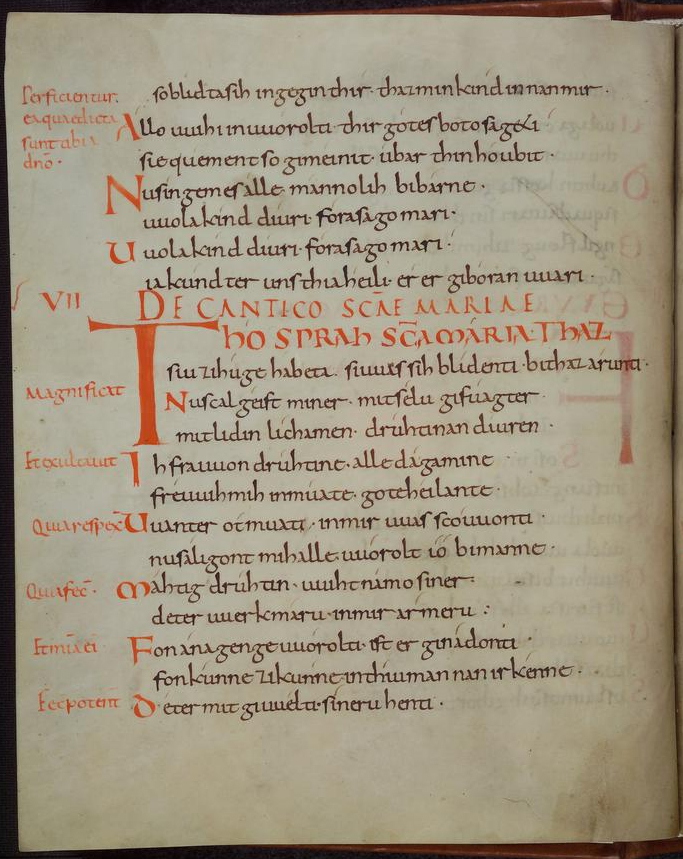
Die Heidelberger Handschrift von Otfrids Evangelienbuch

Pippin der Jüngere verlieh (oder bestätigte) dem Kloster 760 die Immunität und Karl III. verlieh ihm 882 das Recht zur freien Abtwahl. Das Kloster wurde so zum karolingischen Königskloster. Zudem war es wohl bald auch von der geistlichen Zuständigkeit des Ortsbischofs ausgenommen. Allerdings kam es vom 8. bis zum 10. Jahrhundert öfter vor, dass ein Bischof von Mainz, Worms Speyer oder Mainz in Personalunion auch Abt von Weißenburg war.
Abtbischof Pirmin führte im 8. Jahrhundert im Kloster Weißenburg die Regula Benedicti ein. Die karolingische Blütezeit des Klosters im 9. Jahrhundert beruhte nicht allein auf ökonomischen Faktoren wie Schenkungen und Privilegien, sondern war zugleich kultureller Art. Hierzu sind zu nennen die Gründung der Klosterbibliothek und der Schule als Entstehungsort des Weißenburger Katechismus (nach 789) und des Evangelienbuchs Liber evangeliorum theodisce conscriptus, einer Evangelienharmonie (um 860/870) des Otfrid von Weißenburg. Beide sind frühe Zeugnisse der deutschen Sprache und Literatur. Auch die Reliquientranslation der römischen Märtyrer Sergius und Bacchus (um 840) ist kulturell-frömigkeitsgeschichtlich erwähnenswert.
Damals unterstand das Kloster dem Abt Grimald von Weißenburg (833–838/839; 847–860/870), einer hervorragenden Persönlichkeit der damaligen karolingischen Reichskirche. Er war zugleich auch Abt des Klosters St. Gallen und Kanzler König Ludwigs des Deutschen. Unter Abt Grimald kam es ferner zur Gebetsverbrüderung mit dem Klöstern St. Gallen und der Reichenau. Weitere wichtige Werke aus dem Kloster Weißenburg sind der Continuator Reginonis, verfasst von Abt Adalbert, entstanden um 967, und an der Wende zum Hochmittelalter etwa 1060 bis 1075 die Annales Weissemburgenses. 966 wurde Adalbert Abt des Klosters (966–981) und zwei Jahre später zugleich erster Bischof des Erzbistums Magdeburg. Beide Ämter übte er in Personalunion aus. Ende des 10. Jahrhunderts war das Kloster unter den Kaisern Otto II. und Otto III. den Klöstern Fulda und Reichenau gleichgestellt, sowohl rechtlich als auch wirtschaftlich. Alle mussten etwa die gleiche Leistung für die Romzüge leisten. Aus dieser Position erwuchs auch für Weißenburg die Stellung eines Reichsklosters. Es trat damit aber auch in eine gewisse Konkurrenz mit den Saliern und Staufern, die die Weißenburger Vögte stellten. Auch kulturell und geistlich erfuhr das Kloster Weißenburg in ottonischer Zeit eine zweite große Blüte: Im Jahr 957 fand die Gorzer Reform im Kloster eingang. 966 beziehungsweise 968 konnte die freie Abtswahl zweimal praktiziert werden. Unter Kaiser Otto dem Großen wurde das Benediktinerkloster Weißenburg gemessen an den Privilegien im Jahr 947 den benediktinischen Reichsklöstern Fulda, Reichenau und Prüm gleichgestellt.
Einen bedeutenden Verlust an Besitzungen erfuhr das Kloster, als sich im Jahr 985 der salische Herzog Otto insgesamt 68 dem Kloster gehörende Orte aneignete („Salischer Kirchenraub“). 1004 wurde das Kloster durch einen Großbrand schwer geschädigt. Auf dessen Wiederaufbau wird die Nachricht einer Kirchweihe im Jahr 1033 bezogen.

### Hochmittelalter
Im Jahr 1060 stellten Weißenburger Mönche den Gründungskonvent der Erfurter Benediktinerabtei Petersberg. In dieser Zeit erlangte die Abtei Weißenburg auch das Münzrecht. Um 1100 war es für das inzwischen reich gewordene Kloster wichtig, sich vom Bischof von Speyer und dessen Einfluss zu distanzieren. Zu diesem Zweck konstruierte das Kloster eine alternative Gründungsgeschichte. In diesem Zusammenhang entstand die oben schon genannte „Dagobert-Fälschung“ sowie die Verfälschung einer Urkunde von Papst Alexander III., mit der die direkte Unterstellung des Klosters unter den Papst betont werden sollte. Andererseits wurden wiederholt Weißenburger Äbte auf deutschen Bischofsstühle berufen. 1133 erfolgte der Anschluss des Weißenburger Benediktinerklosters an die Hirsauer Reform (Weißenburger Annalen, 12. Jh.).
Die Vogtei über das Kloster lag zunächst immer bei den deutschen Königen, sowohl unter den Ottonen, Saliern, als auch unter den Staufern. Ab dem Anfang des 12. Jahrhunderts wird greifbar, dass die Vogtei – wenigstens zeitweise – als Lehen vergeben war. Nach dem Aussterben der Staufer gelangte die Vogtei an das Heilige Römische Reich und wurde schließlich an die Kurpfalz verpfändet. Nach anderer Quelle lag sie – zumindest zeitweise – in den Händen der Herren von Lichtenberg.

### Spätmittelalter
Vor allem der Übergang von der Eigenbewirtschaftung der Klostergüter zur Vergabe als Lehen bedrohte den Besitzstand des Klosters, da die Lehnsträger mit der Zeit ihr Lehen als Allod behandelten. Das Kloster versuchte, dem entgegenzuwirken, indem es seinen Besitz schriftlich verzeichnete. So entstand z. B. unter Abt Edelin (1262–1293) der Codex Edelini, der den Klosterbesitz aufgrund des damals vorhandenen Urkundenbestandes verzeichnete. Das Kloster hatte demnach Besitz an 315 Orten, überwiegend – aber nicht ausschließlich – linksrheinisch. Dies alles erwies sich aber als wenig erfolgreich. Dennoch zählte der Abt von Weißenburg ab dem 13. Jahrhundert zu den Reichsfürsten. Im 14. Jahrhundert wurde der Neubau der Abteikirche in gotischen Stil unter Einbeziehung des romanischen Glockenturms vollendet. Neben dem Straßburger Münster ist die Abteikirche Weißenburg bis heute die größte gotische Kirche des Elsass.
Ein weiteres Problem stellte das erstarken des städtischen Bürgertums in der Stadt Weißenburg dar, dem es zunehmend gelang, sich rechtlich vom Kloster zu lösen, ein Prozess der erst 1518 abgeschlossen war.
Dem Kloster gelang es nicht, eine Landesherrschaft aufzubauen, sein Einfluss und seine wirtschaftliche Potenz verfielen zunehmend. Dramatisch war der Niedergang im 15. Jahrhundert. Zunächst soll Abt Philipp Schenk von Erbach (1434–1467) das Kloster um 30.000 fl. erleichtert haben. Seinen Nachfolger, Jakob von Bruck, versuchte Kurfürst Friedrich I. abzusetzen, was zum Weißenburger Krieg führte. Letztendlich konnte Jakob sich zwar durchsetzen, das Kloster aber war anschließend ruiniert. In der Folge kam es 1482 zur Aufnahme der Abtei in den Reformklosterverband der Bursfelder Kongregation. 1480 bis 1511 setzte sich der Konflikt mit der Pfalz aber fort, indem Hans von Trott, ein Lehnsmann der Pfalzgrafen und mit dessen Unterstützung, einen Privatkrieg gegen das Kloster führte.

### Frühe Neuzeit
Dies war aber nur eine Facette im Niedergang des Klosters: Im 16. Jahrhundert waren von den einst hunderten von klostereigenen Höfen noch drei Höfe (Steinfeld, Schweighofen und Koppelhof) sowie das Zehntrecht in Weißenburg und Bergzabern mit einem jährlichen Ertrag von 1500 Gulden übrig geblieben.
Auch der gegen Ende des 15. Jahrhunderts erfolgte Beitritt der Abtei zum reformorientierten Klosterverband der Bursfelder Union konnte anscheinend wegen mangelnden Reformwillens der Weißenburger Mönche keine nachhaltigen Verbesserungen im disziplinarischen Bereich mehr bewirken. So wurde das Kloster durch Papst Clemens VII. im Jahr 1524 in ein weltliches Kollegiatstift umgewandelt. Der letzte Fürstabt der Benediktinerabtei wurde damit zum ersten Fürstpropst des Kollegiatsstiftes. Einzelheiten, wie das zustande kam, sind nicht bekannt. Das war in dieser Zeit kein ungewöhnlicher Schritt, um ein in Auflösung befindliches Kloster in einer anderen Form als geistliche Einrichtung zu retten. 1546 wurde die Fürstpropstei Weißenburg der bischöflichen Tafel von Speyer inkorporiert. Damit war der Speyrer Bischof fort an zugleich Fürstpropst von Weißenburg.

## Äbte
Der Theologe und Historiker Kaspar Brusch überliefert in seiner erstmals 1551 erschienenen Klosterchronik auch für das Kloster Weißenburg eine Liste der Äbte, deren älteste Nennungen – was der Autor auch anmerkt – ansonsten nicht belegt sind. Als Quelle für weitere frühe Äbte gibt er eine Auskunft an, die er vom seinerzeitigen Bischof von Speyer erhalten habe.

## Organisation
Als vom Kloster abhängige Einrichtungen bestanden
- das Stift St. Stephan,
- das Stift Viertürme und
- die „Propstei“ St. German, auch „Germannshof“.

## Stift

### Anfänge
Mit der Umwandlung des Klosters in ein weltliches Kollegiatstift 1524 wurde zugleich das bestehende Stift St. Stephan inkorporiert und alle Rechte der Vorgängereinrichtungen auf das neue Stift übertragen. Propst des neuen Stifts wurde der letzte Abt des Klosters, Rüdiger Fischer (Abt 1513–1524; Propst 1524–1545) Fürstpropst. Er starb am 7. Juli 1545. Auch das übrige Personal wurde von den Vorgängereinrichtungen übernommen.
1525 überfiel die Stadt Weißenburg im Zuge des Bauernkriegs das Kloster, plünderte es und vernichtete in großem Umfang Archivalien, vor allem Unterlagen, aus denen sich Abgabepflichten ableiteten. Die Geistlichen wurden gefangen genommen und mussten schwören, alle Steuern und Abgaben zu leisten wie die übrigen Bürger. Nachdem Pfalzgraf Ludwig V. die Bauern in der Schlacht bei Pfeddersheim überwältigend besiegt hatte, zog er, verstärkt um die Truppen des Erzbischofs von Trier, Richard von Greiffenklau zu Vollrads, nach Weißenburg und belagerte die Stadt ab dem 8. Juli 1525. Nach heftigem Beschuss ergab sie sich bereits am 11. Juli. Die erzwungenen Abmachungen mit dem Kloster wurden annulliert. Die Einführung der Reformation in der Stadt Weißenburg 1533/34 führte dazu, dass dem Stift die beiden Pfarrkirchen (und deren Einkünfte) verloren gingen. Daraus sich ergebende Streitigkeiten wurden 1543 vertraglich beigelegt.

### Integration nach Speyer
Nach dem Tod des Propstes Rüdiger Fischer am 7. Juli 1545 kam es wegen der Nachfolge zu schweren Turbulenzen, an denen auch die Kurpfalz beteiligt war. 1546 kam es dann zu einer Regelung, nach der das Stift faktisch mit dem Bistum Speyer verschmolzen wurde: Der Bischof in Speyer wurde in Personalunion Propst des Stifts, die Funktionen der Stiftsherren wurden auf Mitglieder des Domkapitels Speyer übertragen. In dieser Form bestand die Einrichtung weiter, bis sie im Zuge der Französischen Revolution aufgelöst wurde.

## Staatsrechtliche Stellung
Das Kloster Weißenburg war seit ottonischer Zeit ein Reichskloster. Der Abt hatte seit dem 13. Jahrhundert die Stellung eines Fürstabts, nach 1524 ersetzt durch den Titel eines Fürstpropsts. Er hatte im Reichstag eine (geteilte) Virilstimme in der Geistlichen Bank des Reichsfürstenrates des Heiligen Römischen Reichs inne. Die Stellung des Klosters als Reichskloster rührte von der Königsnähe des Klosters im Hochmittelalter her. So beurkundet König Otto II. am 27. Juni 973, dass das Kloster Weißenburg die gleichen Rechte genieße wie die Klöster von Fulda, Reichenau und Prüm. Zum Kern dieser Rechte gehörten die freie Abtswahl durch die Mönche, die Immunität und die Garantie des Besitzstandes. Mit der zunehmenden Trennung von Staat und Kirche im und nach dem Investiturstreit erhielten die Reichsabteien zunehmend den Status von Reichsständen. Auch das Kloster Weißenburg wird spätestens ab Mitte des 12. Jahrhunderts als solcher betrachtet.
1764 umfasste der weltliche Staat der Fürstpropstei Weißenburg
1. das Propsteiamt mit einem Hofmeister, Propsteirat, Sekretäre, Baumeister und Boten.
2. das Staffelgericht in Weißenburg mit neun Beamten.
3. die Fauthei Schlettenbach mit vier Beamten und den Orten Bobenthal, Bundenthal, Bärenbach, Finsternheim und Erlenbach.
4. das Propsteigericht im zweibrückischen Amt Kleeburg mit drei Beamten.
5. das Amt Altenstadt[Anm. 6] und St. Remig mit elf Beamten und den Orten Altenstadt, Großsteinfeld, Kleinsteinfeld, Kapsweyer, St. Remig, Schweighofen, Schleithal und Oberseebach.
6. die Schaffnerei zu Hagenau mit zwei Beamten für das Kloster zu St. Walbourg.
7. die Schultheißerei Uhlweiler bei Hagenau.

Gegen Ende des 18. Jahrhunderts umfasste das Territorium der Propstei Weißenburg etwa 28 Quadratmeilen und 50.000 Einwohnern.

## Wissenswert
Ein Teil der Bibliothek gelangte schon im 17. Jahrhundert in die Herzog August Bibliothek nach Wolfenbüttel. Das Klosterarchiv ging größtenteils in den Wirren der Revolutionszeit zugrunde. Reste des Klosterarchivs befinden sich in Archiven in Karlsruhe, Speyer, München und Straßburg. Reste des Handschriftenbestandes finden sich in Wien (Otfrid), München, Heidelberg und Wolfenbüttel. Die überwiegend in hochgotischem Stil erbaute ehemalige Abteikirche ist heute Pfarrkirche, mit Glasgemälden und Fresken aus dem 13.  bis 15. Jahrhundert.